# Екатериновка (Хабарский район)
Екатериновка — упразднённое село в Хабарском районе Алтайского края России. Располагалось на территории современного Тополинского сельсовета. Точная дата упразднения не установлена.

## География
Располагалось в 8 км к северо-востоку от села Топольное.

## История
Основано в 1910 г. В 1928 г. посёлок Екатериновка состоял из 71 хозяйства. В составе Тополинского сельсовета Ново-Алексеевского района Славгородского округа Сибирского края.

## Население
В 1926 г. в посёлке проживало 421 человек (227 мужчин и 194 женщины), основное население — украинцы.